# Dodecatheon clevelandii
Espèce
Classification phylogénétique
Dodecatheon clevelandii est une espèce de plantes à fleurs de la famille des Primulaceae.
Synonyme :
- Primula clevelandii (Greene) A.R.Mast & Reveal

C'est une plante herbacée vivace rustique formant une rosette. Les feuilles, de 3 à 6 cm de long, charnues, sont spatulées à ovales, irrégulièrement dentées. Leur couleur est vert pâle.
Floraison : en mars, ombelles de 20 fleurs pourpre-rougeâtre avec un tube jaune et la gorge tachetée de pourpre.
Hauteur : jusqu'à 40 cm, diamètre : 10 à 15 cm.
Origine : Californie (États-Unis).